# 유럽 공동체
유럽 공동체(-共同體, European Community, EC)는 1992년에 조인된 마스트리흐트 조약의 아래에서 도입된 유럽 연합(EU)의 3개의 기둥 가운데 제1의 기둥을 구성하는 정책이나 정책의 실현을 위해서 설치되어 있던 국가 간의 공동체이다. 유럽 공동체는 초국가주의의 원칙에 근거하고 있어서 유럽 연합의 전신인 유럽 경제 공동체가 기원이 되고 있다. 2009년 리스본 조약이 발효되면서 3개의 기둥 구조는 폐지되었고, 유럽 공동체와 나머지의 2개의 기둥은 통합되어 소멸되었다.

## 역사
마스트리흐트 조약은 유럽 연합의 창설에 대해 단일유럽의정서(SEA)와 유럽의 통합에 관한 선언을 토대로 구성되고 있다. 마스트리흐트 조약은 1992년 2월 7일에 조인되어 1993년 11월 1일에 발효했다. 유럽 연합은 종래의 유럽의 공동체가 바뀌는 것이며, 또 유럽의 공동체는 정책 분야의 유럽 공동체로서 3개의 기둥 구조에 포함될 수 있었다. 이때 유럽 경제 공동체는 유럽 공동체로 개칭되어 유럽 연합의 초대 유럽 위원회 위원장에게는 유럽 경제 공동체의 위원장인 자크 들로르가 맡고 1994년에 자크 산터로 교체가 되었다.
암스테르담 조약에서는 사증(비자), 불법 이민, 난민등 사람의 이동의 자유에 관한 정책을 사법·내무 협력의 기둥으로부터 유럽 공동체의 기둥의 대상 분야로 변경했다. 또한 암스테르담 조약과 니스 조약에서는 공동 결정 수속을 이용하는 안건을 확장해서 유럽 공동체의 대상으로 하는 거의 모든 정책 분야에 있어 유럽 의회는 유럽 연합 이사회와 대등의 권한을 가지게 되었다.
2002년, 유럽의 공동체를 구성하는 세 개의 공동체 중 하나인 유럽 석탄 철강 공동체의 근거 조약인 파리 조약이 다른 기본 조약에는 없는 50년이라고 하는 유효기간을 가지고 있었기 때문에, 그 효력이 소멸했다. 다른 기본 조약과 중복 되고 있었기 때문에 파리 조약은 갱정되는 일이 없었고, 대신에 니스 조약에 대해 파리 조약의 요소는 로마 조약에 계승되어 유럽 석탄 철강 공동체의 기능은 유럽 공동체의 기구에 의해 유럽 공동체의 정책 분야의 일부로서 인계되었다.
|                   |                      |                                      |                              |                            |                                  |                                  |                      |                |                  |
| 1948 브뤼셀 조약  | 1952 파리 조약       | 1958 로마 조약                       | 1967 합병 조약               | 1987 단일 유럽 의정서      | 1993 마스트리흐트 조약 (EU 설립) | 1993 마스트리흐트 조약 (EU 설립) | 1999 암스테르담 조약 | 2003 니스 조약 | 2009 리스본 조약 |
|                   |                      |                                      | 유럽 원자력 공동체 (EURATOM) |                            |                                  |                                  |                      |                |                  |
|                   |                      | 유럽 석탄 철강 공동체 (ECSC)         | 유럽 석탄 철강 공동체 (ECSC) |                            |                                  |                                  |                      | 유럽 연합 (EU) |                  |
|                   |                      | 유럽 경제 공동체 (EEC)               | 유럽 경제 공동체 (EEC)       | → 세 개 의 기 둥 →         |                                  | 유럽 공동체 (EC)                 | 유럽 공동체 (EC)     | 유럽 연합 (EU) |                  |
|                   | ↑유럽의 공동체↑      | ↑유럽의 공동체↑                      | 사법과 국내 문제 (JHA)       | → 세 개 의 기 둥 →         |                                  | 유럽 공동체 (EC)                 | 유럽 공동체 (EC)     | 유럽 연합 (EU) |                  |
|                   |                      | 경찰 및 사법 협력에 관한 규정 (PJCC) | 사법과 국내 문제 (JHA)       | → 세 개 의 기 둥 →         |                                  |                                  |                      | 유럽 연합 (EU) |                  |
|                   | 유럽 정치 협력 (EPC) | 공동 외교 안보 정책 (CFSP)           | 공동 외교 안보 정책 (CFSP)   | 공동 외교 안보 정책 (CFSP) |                                  |                                  |                      | 유럽 연합 (EU) |                  |
|                   | 유럽 정치 협력 (EPC) |                                      |                              | → 세 개 의 기 둥 →         |                                  |                                  |                      | 유럽 연합 (EU) |                  |
| 서유럽 연합 (WEU) |                      |                                      |                              |                            |                                  |                                  |                      | 유럽 연합 (EU) |                  |
|                   |                      |                                      |                              |                            |                                  |                                  |                      |                |                  |

## 정책 분야
유럽 공동체가 담당하는 기둥은 아래의 분야이다.
| - 출입국 관리 - 연합 시민권 - 공통 농업 정책 - 공통 어업 정책 - 경쟁 정책 - 소비자 보호 - 관세 동맹 및 단일 시장 | - 경제 통화 동맹 - 교육·문화 정책 - 환경법 - 고용 - 공중 위생 - 유럽 횡단 네트워크 | - 통상 정책 - 연구 - 사회 정책 - 난민 정책 - 솅겐 조약 - 이민 정책 |

## 초국가주의

유럽 연합의 세 개의 기둥 구조

유럽 연합의 3개의 기둥 구조에서는 가입국의 수장(총리나 대통령)이 초국가적인 기관에 권한을 위양하지 않기는 하지만, 유럽 규모로의 협력을 실시하는 정책의 골조가 확대되고 있다. 기둥 구조는 유럽 연합을 정책 분야마다 구별하고 있어서, 종래의 유럽 경제 공동체가 되어 들어온 만큼 들은 유럽 공동체의 기둥에 포함할 수 있었다. 또 유럽 정치 협력이 제2의 기둥의 공동 외교 안보 정책으로 여겨져 한층 더 사법·내무 협력이라고 하는 분야도 제3의 기둥으로 더해졌다.
종래의 유럽 경제 공동체의 기관은 유럽 연합의 기관이 되었지만, 그 역할은 기둥마다 다른 것이다. 유럽 위원회, 유럽 의회, 유럽 사법 재판소는 제2, 제3의 기둥에 있어서의 권한은 거의 주어지지 않고, 이것들은 유럽 연합 이사회가 오로지 담당하는 것으로 여겨졌다. 이것은 기관의 조약상의 명칭에도 나타나고 있어 유럽 연합 이사회는 이른바 「유럽 연합의 이사회」라고 여겨지고 있었고, 유럽 위원회는 「유럽의 공동체의 위원회」라고 여겨지고 있었다. 이 때문에 제2, 제3의 기둥의 대조가 되는 분야에서는 정부간주의, 즉 가입국 정부의 사이에서의 전회 일치의 합의를 원칙으로 하고 있어서 다수결로의 표결이나 각 기관의 결정이라고 하는 정치 과정은 빼앗기지 않게 되어 있다.
그렇지만 마스트리흐트 조약 이후에 유럽 의회의 역할은 증대하고 있다. 마스트리흐트 조약에서는 공동 결정 수속의 제도가 도입되어 이 수속이 이루어지는 유럽 공동체의 안건에 대해서는 유럽 연합 이사회와 대등의 입법권이 유럽 의회에게 줄 수 있었다. 이 때문에 초국가적인 성격을 가지는 기관이 권한을 강하게 해 또 유럽 연합 이사회의 특정 다수결 방식이 실행되는 것으로 해서 공동체의 기둥은 의사결정의 수법에 대해 연방주의의 경향이 강해지고 있다고 표현되는 일이 있다. 사실상 유럽 헌법은 「연방 주의적」이라고 표현했지만, 영국의 'federal'라는 말의 정치적 의미로부터 「공동체적인 수법」이라고 하는 표현으로 바꾸었다.

## 전망
리스본 조약이 체결되면 기둥 구조는 폐지되게 되어서 공동체의 기둥은 다른 2개의 기둥과 통합하게 되고, 단일의 「유럽 연합」이 되는 것이 예상되고 있다. 즉 이것은 공동체의 기구가 보다 강대한 권한을 가지게 되는 것을 의미하고 있다. 예를 들어 유럽 공동체의 국제법 인격이 유럽 연합의 법인격이 된다. 원래 이것들은 유럽 헌법에 대해 규정되고 있던 것이었지만, 유럽 헌법 조약은 2005년에 비준이 실패했다. 리스본 조약은 2009년에 발효되었다.
유럽 원자력 공동체 설립 조약은 파리 조약과 달리 실효하고 있지 않다. 유럽 원자력 공동체에 대해서는 유럽 연합과 완전하게 통합하지 않고, 유럽 연합의 내부에서 독립한 주체로서 존속시키게 되어 있다.

## 같이 보기
- 유럽 연합의 세 개의 기둥
- 유럽의 공동체